# Sandoricum koetjape
El santol (Sandoricum koetjape) es un árbol tropical cultivado en el sudeste de Asia, especialmente por su fruto.

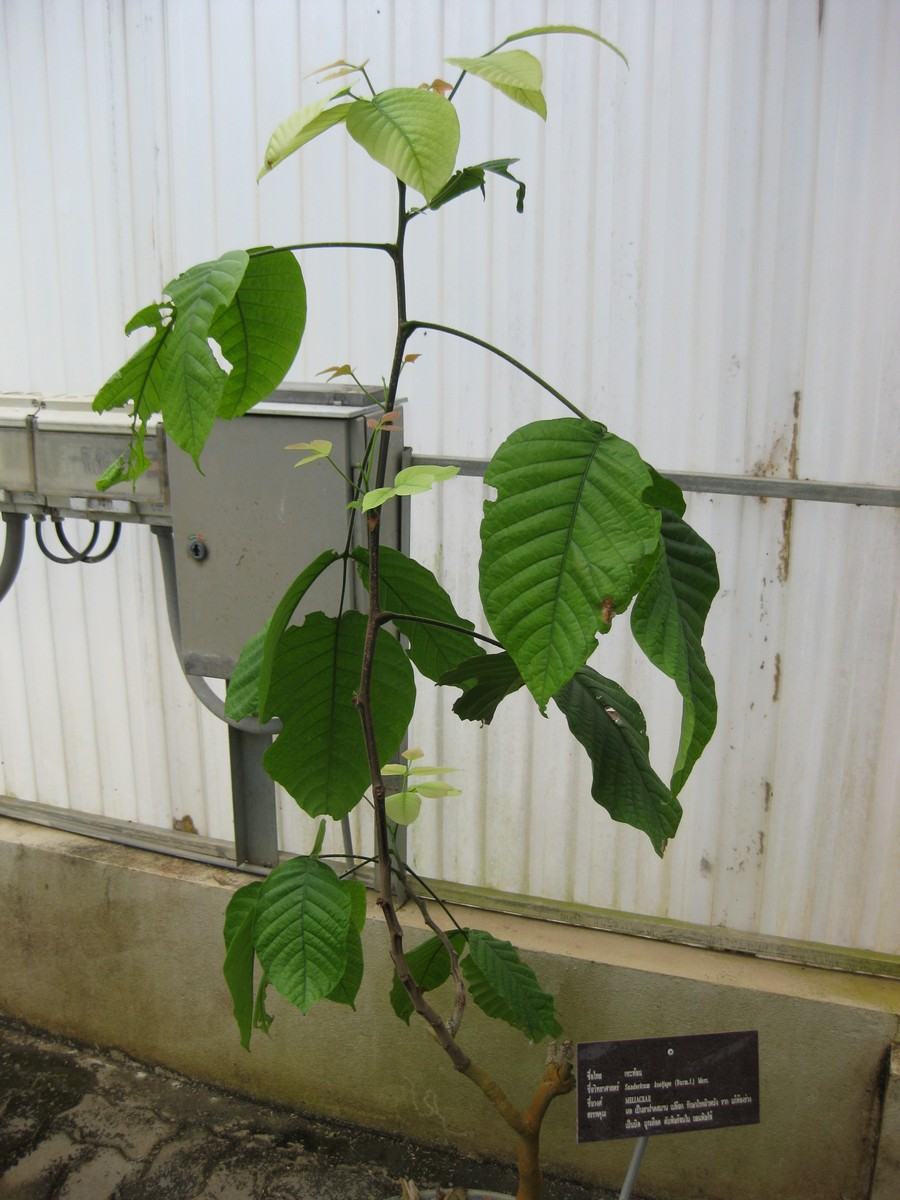
Planta joven

## Origen y distribución
Se cree que el santol es originario de la antigua Indochina y Malasia peninsular, y que fue introducido en Sri Lanka, India, Borneo, Indonesia, las Molucas, Mauricio, Seychelles y Filipinas, donde se ha naturalizado. También se conoce como yamapi (aunque en distintos países tiene distintos nombres). Se cultiva comúnmente en estas regiones y los frutos son estacionalmente abundantes en los mercados locales e internacionales.

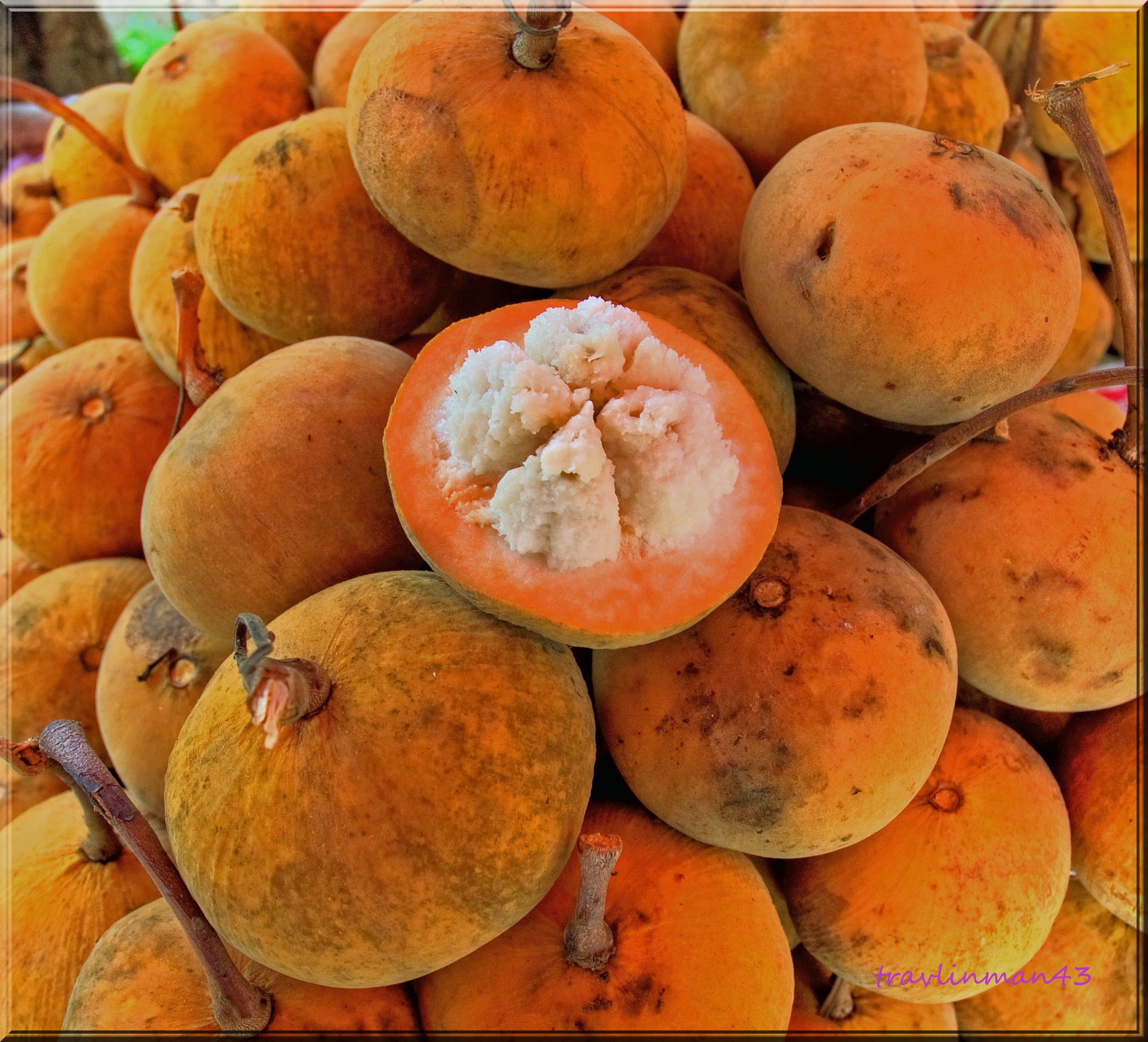
Fruto de santol.

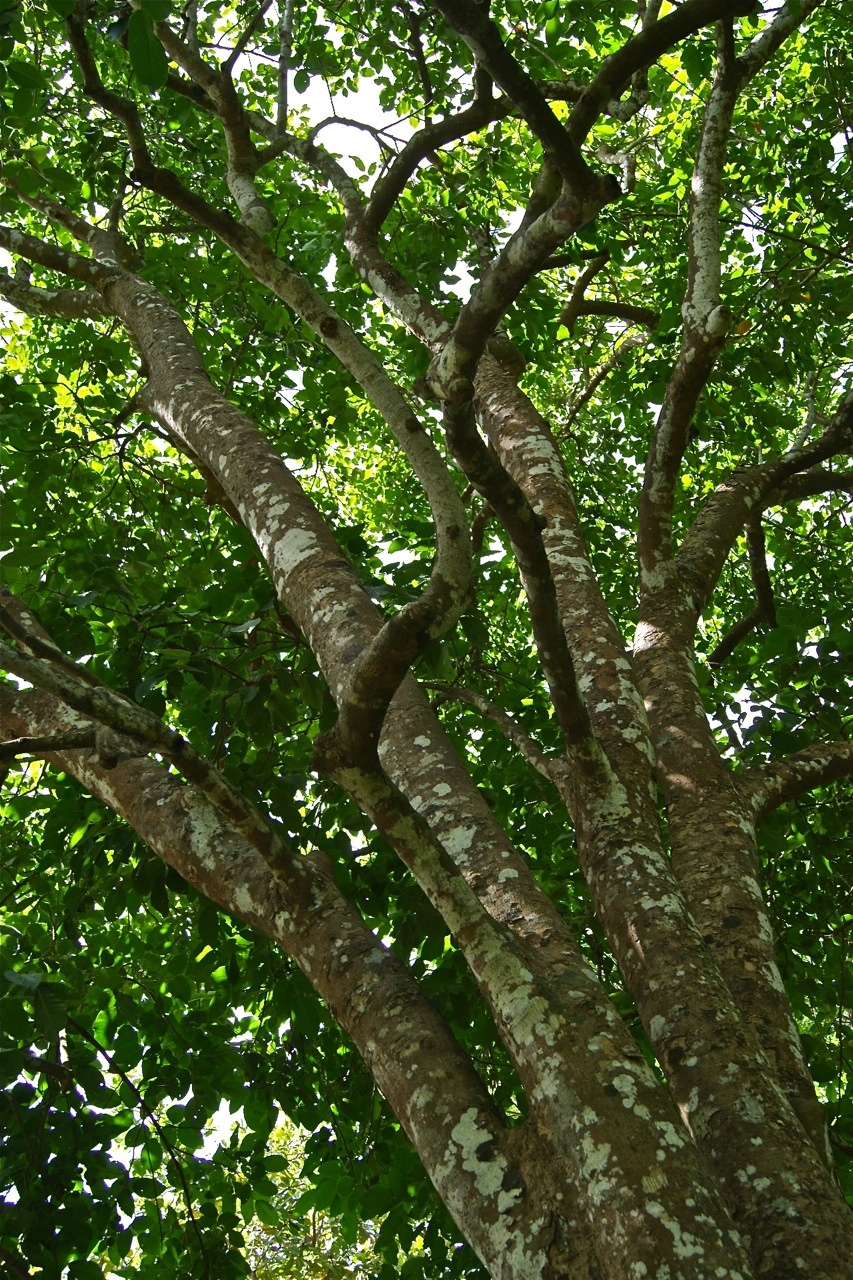
Vista de la planta en su hábitat

## Descripción
Hay dos variedades del fruto de santol, que anteriormente se consideraban 2 especies diferentes, la variedad amarilla y la roja. La diferencia está en el color que toman las hojas antes de caer. La variedad roja parece ser más común y las hojas rojizas mezcladas con las verdes añaden distinción y un cierto atractivo al árbol. Los frutos poseen un tamaño, forma y textura ligeramente parecida al melocotón, con un tinte rojizo. Ambos tipos tienen una piel que puede variar entre una cáscara delgada a una corteza más gruesa, de acuerdo con la variedad. A menudo es comestible y en algunos cultivares puede contener un jugo lechoso. La pulpa central, cerca de las semillas puede ser dulce o amarga y contiene semillas de color marrón no comestibles. En algunas variedades la cáscara externa es más gruesa y es la parte comestible principal, con un sabor a melocotón suave combinado con un poco del sabor y la textura pulposa de las manzanas. En otras variedades, la corteza externa es más delgada y dura y la pulpa blanquecina interior alrededor de las semillas se come. Esta pulpa puede ser bastante amarga en muchos cultivares, lo que ha reducido la aceptación general del árbol. En las variedades mejoradas se ha aumentado el espesor de la corteza externa comestible, que se puede comer con una cuchara dejando sólo la capa exterior, lo cual puede ayudar a aumentar la aceptación del santol en todo el mundo.
El fruto crece en un árbol de rápido crecimiento que puede alcanzar los 45 m de altura. Posee hojas estriadas y flores rosadas o amarillo-verdosas que miden alrededor de 1 centímetro de largo.

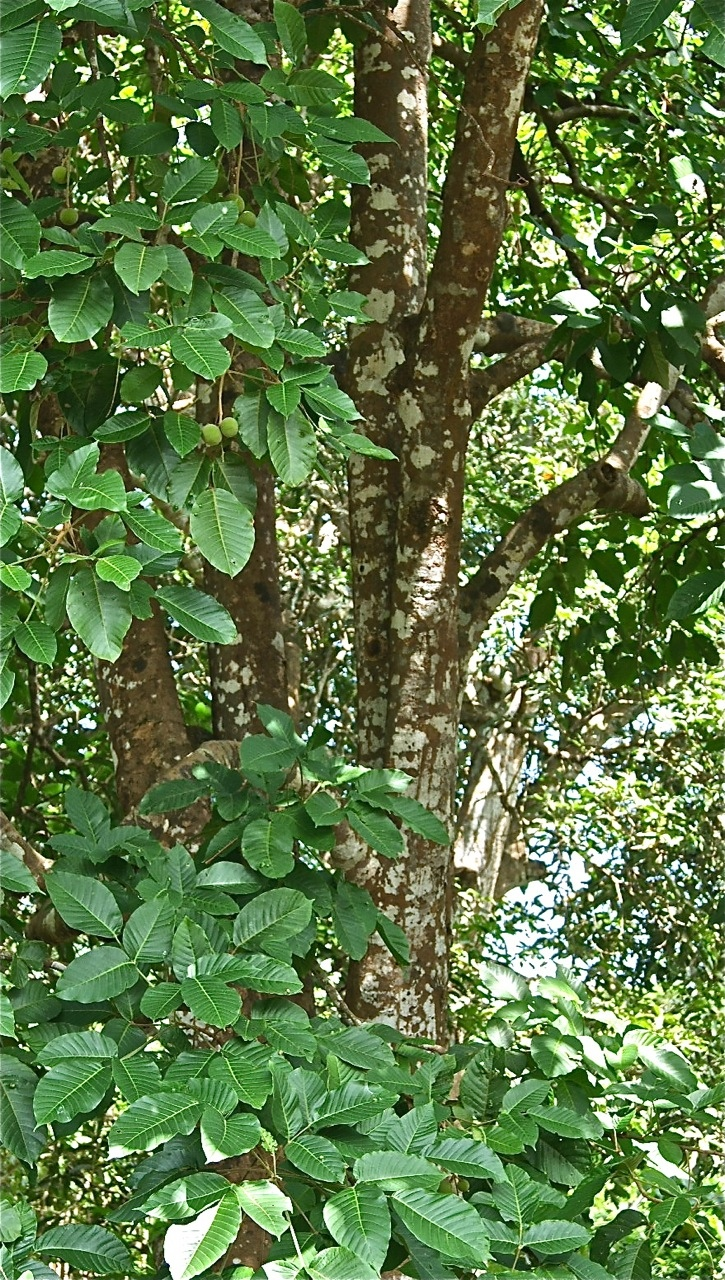
Follaje de un árbol adulto de santol.

## Usos
Los frutos maduros se recogen trepando a los árboles y tomándolos con la mano, también se puede utilizar un palo largo con un extremo en forma de horquilla para girar los frutos y sacarlos. La pulpa se come cruda y al natural o con adición de especias. También el fruto se cuece y confita o es preparado como mermelada. La pulpa rallada es cocida en leche de coco (con trozos de carne de cerdo y pimiento picante) y se sirve como un plato en Bicol, Filipinas. Las semillas del santol no son comestibles y pueden causar complicaciones como la perforación intestinal por ingestión.
En la cocina tailandesa esta fruta se utiliza para hacer som tam, cuando todavía no está completamente madura. Es uno de los ingredientes principales de los curris tailandeses de santol y cerdo (แกงหมูกระท้อน) y santol y langostinos (แกงคั่วกระท้อนกุ้ง).
La madera del árbol es utilizada para la construcción, siendo abundante y generalmente fácil de trabajar y pulir. Es un buen árbol de sombra. Las hojas y la corteza se han utilizado en medicina como una cataplasma. Varias partes de la planta pueden tener efectos antinflamatorios, y algunos extractos químicos de los tallos de santol han demostrado tener propiedades anti-cancerígenas durante estudios in vitro. Los extractos de semillas de santol tienen propiedades insecticidas.

## Cultivo
Es un árbol de regiones tropicales húmedas y crece desde el nivel del mar hasta alturas de 3000 metros sobre el nivel del mar. Crece mejor en suelos profundos y orgánicos, y con precipitaciones distribuidas durante todo el año. Aunque, tolera largos períodos de estación seca. La distancia de plantación entre sí es de 6 a 8 m. Requiere fertilización dos veces al año para que pueda crecer mejor. Normalmente los árboles semilleros producen frutos después de 5 o 7 años de edad, aunque algunos cultivares sólo necesitan 3 o 4. El santol es un árbol muy productivo. Un árbol maduro puede producir entre 18.000 y 24.000 frutos por año. En Puerto Rico se cosechan los frutos entre los meses de agosto y septiembre.

## Taxonomía
Sandoricum koetjape fue descrita por (Burm.f.) Merr. y publicado en Philippine Journal of Science 7(4): 237. 1912.
Sinonimia
- Azedarach edule Noronha
- Melia koetjape Burm.f.
- Sandoricum indicum Cav.
- Trichilia nervosa Vahl
- Trichilia venosa Spreng.[10]